# Carlos Hartling
Carlos Hartling (Schlotheim, 2 de setembre de 1869 - Santa Tecla, 13 d'agost de 1920) va ser un músic hondureny, popularitzat per haver compost l'Himne Nacional d'Hondures.

## Biografia
Va nàixer en la ciutat de Schlotheim a Alemanya el 2 de setembre de 1869, fill de Georg Friedrich Hartling i Johanne Henriete Wilhemine Hartling. Va realitzar els seus estudis als conservatoris de Weimar i Leipzing, els va concloure a l'Acadèmia Musical de Múnic.
Carlos Hartling va dirigir a Alemanya diverses escoles musicals, orquestres i tres bandes militars, com la banda del Regiment d'Infanteria N° 71 d'Erfurt. Es va casar amb Guadalupe Ferrari Guardiola, del seu matrimoni van nàixer: Enriqueta i Alicia Hartling. Va posar música a un poema de Augusto C. Coello, adoptat com a himne nacional d'Hondures el 1915.

## Mestre de Música i Bandes a Hondures
| "Himne Nacional d'Hondures" - (Instrumental)                                  |
|                                                                               |
| La música de l'"Himne Nacional d'Hondures va ser composta per Carlos Hartling |
|                                                                               |

El 27 de juny de 1896 va viatjar a Tegucigalpa, ja que va ser contractat pel doctor Policarpo Bonilla per a ser mestre de música i mestre de bandes, començant el 23 de setembre del mateix any, va fer la seua primera presentació en un concert en el Parque Morazán.
El president i general Manuel Bonilla, va encarregar al poeta Augusto Constantino Coello la redacció de l'himne d'Hondures, va escriure el poema «Cant a Hondures» o «Cant a la meua pàtria» i a Carlos Hartling els arranjaments musicals, va escriure la música del poema el 1903, posteriorment va esdevenir l'actual Himne Nacional.
L'Himne Nacional d'Hondures es va cantar per primera vegada el 15 de setembre de 1904 per les alumnes de l'Escola Normal de Senyoretes a la Caserna San Francisco i va ser acompanyat per la Banda Marcial d'Hondures, però va ser estrenant en l'Escola Guadalupe Reyes de Tegucigalpa i dirigit pel mestre Carlos Hartling. Des de la segona administració del General Manuel Bonilla en febrer de 1912, la lletra i la música fou popularitzada i cantada en cada acte oficial.
El 13 de novembre de 1915 sota el decret núm.42 el president de la república, doctor Alberto Membreño va donar vida oficial a l'Himne Nacional, sent ministre d'educació en eixa època el Doctor Rómulo Ernesto Durón. L'execució de la peça en actes especials va ser a partir de 1917.
Algunes de les seves composicions musicals són les següents: La música de l'«Himne Nacional d'Hondures», «Salutació de Tegucigalpa», «Sota la Bandera Hondurenya», «Pau Eterna» - marxa fúnebre estrenada en el moment del sepeli del President General Manuel Bonilla, «Marxa del General Morazán», «El Murmuri dels Pins Hondurenys».